# ناتانیل نایت - پرسیوال
ناتانیل نایت - پرسیوال (انگلیسی: Nathaniel Knight-Percival؛ زادهٔ ۳۱ مارس ۱۹۸۷بازیکن فوتبال اهل بریتانیا است.
از باشگاه‌هایی که در آن بازی کرده‌است می‌توان به باشگاه فوتبال هیستون، باشگاه فوتبال شروزبری تاون، باشگاه فوتبال پیتربورو یونایتد، باشگاه فوتبال ورکسام، و باشگاه فوتبال کارلایل یونایتد اشاره کرد.
وی همچنین در تیم ملی فوتبال England C بازی کرده‌است.